# Gert Rickheit
 Gert Rickheit (* 4. Oktober 1941 in Braunschweig; † 18. April 2011 in Melle) war ein deutscher Kognitionswissenschaftler und Linguist und Rektor der Universität Bielefeld.

## Leben
Nach dem Abitur begann Gert Rickheit sein Studium der Erziehungswissenschaften, Linguistik, Germanistik und Psychologie in seiner Heimatstadt Braunschweig und setzte es in Bochum fort, wo er 1972 zum Dr. phil. promovierte. Es folgten Jahre der Tätigkeit als wissenschaftlicher Assistent an der Bochumer Fakultät 6: Geistes- und Erziehungswissenschaften. 1978 wurde er auf einen Lehrstuhl der Fakultät für Linguistik und Literaturwissenschaft (LiLi) der Universität Bielefeld berufen, den er bis zu seiner Emeritierung 2008 innehatte.
Von 1996 bis 2001 war Gert Rickheit Rektor der Universität Bielefeld.
Nach seiner Emeritierung blieb Gert Rickheit als Wissenschaftler aktiv, bevor er im Alter von 69 Jahren unerwartet starb.